# Кримінальний кодекс Швейцарії
Кримінальний кодекс Швейцарії від 21 грудня 1937 р. (нім. Schweizerische Strafgesetzbuch скороч. StGB (Schweiz), фр.  Code pénal suisse, італ. Codice penale svizzero) — загальнофедеральний кримінальний закон Швейцарії. Прийнятий Федеральними зборами Швейцарської Конфедерації 21 грудня 1937 і набув чинності з 1 січня 1942 р. Прийнятий за проектом криміналіста Карла Штоосса. Складається з 9 розділів (392 статті)  і Заключних положень (зміни 1971 і 2002 рр.). Структурно статті Кодексу згруповано у три книги: I "Загальні постанови", II "Особливі положення", III "Введення і застосування Закону".
Текст кодексу доступний офіційними мовами Швейцарського Союзу та в неофіційному англійському перекладі.

## Характеристика положень кодексу
КК Швейцарії складається з 9 розділів (392 статті)  і Заключних положень (зміни 1971 і 2002 рр.). Структурно статті Кодексу згруповано у три книги: І "Загальні постанови", II "Особливі положення", III "Введення і застосування Закону".
Відповідно до ст. ст. 10 та 103 КК Швейцарії кримінальні діяння поділяються на злочини (нім. “Verbrechen”), менш тяжкі злочини / проступки (нім. “Vergehen”) та порушення (нім. “Übertretung”). Злочинами є діяння, що караються позбавленням волі на строк понад три роки (ч. 2 ст. 10, ст. 40 КК). Проступками — діяння, карані позбавленням волі на строк до трьох років або ж штрафом (ч. 3 ст. 10, ст. ст. 34, 40 КК). Порушення — це діяння, що караються штрафом (ст. 106 КК Швейцарії).
Для фізичних осіб кодекс передбачає покарання, заходи безпеки та інші заходи (розділ третій, ст. ст. 35 - 75bis). Крім того, в цьому розділі КК наявні положення про процесуальні моменти призначення покарань, заходів безпеки й інших заходів, а також є положення про порядок їх виконання. Завершується розділ статтями про реабілітацію (ст. ст. 77 — 81). 
КК Швейцарії передбачає кримінальну відповідальність юридичних осіб. З 1 жовтня 2003 року в КК Швейцарії існувала можливість застосування штрафу до юридичних осіб (ст. 102а), але з 1 січня 2011 р. вказана стаття була виключена з кримінального законодавства поправкою до КПК Швейцарії і на даний час кримінальній відповідальності юридичних осіб в КК Швейцарії присвячена  ст. 102, котра передбачає можливість застосування до підприємства штрафу в розмірі до 5 000 000 (п'яти млн.) швейцарських франків; поняття "підприємство" (англ. Undertakings) для цілей кримінальної відповідальності спеціально розтлумачене в ч. 4 ст. 102.